# Антоній Великий
Антоній Великий або Антоній Пустельник (дав.-гр. Ἀντώνιος, лат. Antonius, копт. Ⲁⲃⲃⲁ Ⲁⲛⲧⲱⲛⲓ, араб. القديس أنطونيوس الكبير; ~12 січня 251 — ~17 січня 357) — засновник християнського відлюдницького чернецтва, єгипетський анахорет, творець пустельництва й ініціатор монашого життя у християнстві. Канонізований християнською церквою і зарахований до лику святих.
Біографія життя Антонія («Життя Антонія» або «Житіє Антонія»), написана Афанасієм Александрійським приблизно в 360 році сприяла поширенню концепції християнського чернецтва, особливо в Західній Європі — через його латинські переклади. Антонія Великого часто помилково вважають першим християнським ченцем, але, як видно з самої його біографії та інших ранньохристиянських джерел, до нього вже було багато подвижників. Однак Антоній був одним із перших ченців, хто вирушив для усамітненого життя в пустелі (близько 270 р. н. е.), що сприяло його надзвичайній популярності серед християнської общини і подальших послідовників.
Оповіді про те, як Антоній витримав надприродну спокусу під час перебування у східній пустелі Єгипту, надихнули популярну тему «спокуси святого Антонія» в західному мистецтві та літературі. Святий Антоній художньо-символічно зображується з посохом, що має форму тау-хреста з дзвіночком для відлякування бісів, також поруч з ним часто зображується свиня, а грецька літера «тау» може прикрашати його одяг.

## Життєпис

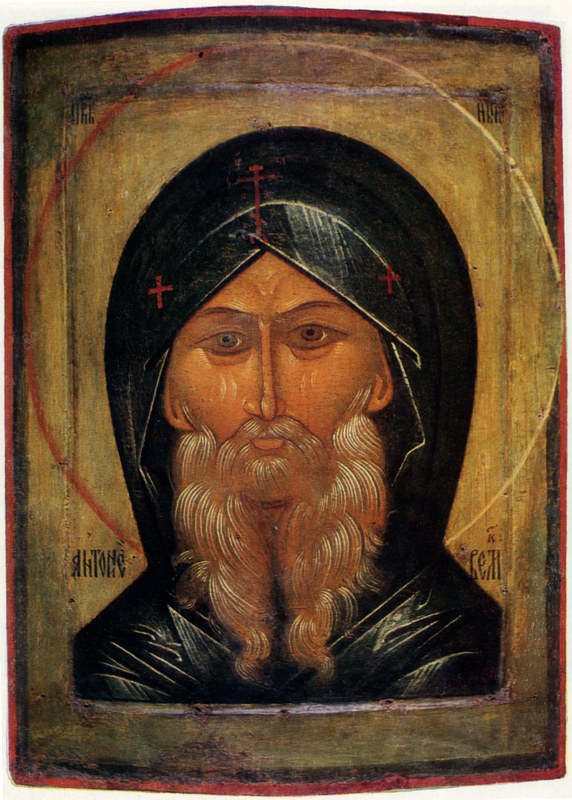
Ікона Антонія Великого, середина XVI століття

Народився 251 року в єгипетському містечку Комі, походив з заможної християнської сім'ї. 272 року після смерті батьків він роздав майно бідним і замешкав у пустелі поблизу Комі, де жив подвижницьким життям. Перші роки свого життя святий Антоній провадив так, як це робили відомі подвижники, всього навчаючись від них.
Відомо, що подвиг відречення од світу в Церкві Божій існує з самого її заснування — як суттєва необхідність в її будові, від святих Апостолів отримавши перші основоположні закони. Але спочатку аскети, зрікшись світу і житейських турбот, залишались у своїх домах, усамітнюючись де-небудь і там віддавались молитвам, роздумам про Бога, постові, чуванням та іншим подвигам. З часом, коли християнство поширилось територіально й численно, багато подвижників почало кидати свої сім'ї та, віддаляючись за поселення, самітньо жило в якій-небудь природній печері, запустілій гробниці або в зробленій невеличкій келії.
До Антонія найревніші подвижники жили переважно саме так і Антоній загорівся бажанням наслідувати їх.

## Початок подвижницького життя

Спокуси Св. Антонія. Мікеланджело Буанаротті

Антоній почав наслідувати послух тогочасних подвижників. Згодом він перейшов на гору на східному березі Нілу, де прожив у самотності 20 років. Під час цього усамітнення Антоній, що багато разів був спокушений дияволом, наклав на себе ще суворіші обітниці, навіть з людьми, що приходили до нього розмовляв через вузький отвір, пророблений в стіні, щоб нічим не переривати свого посту. За переказами, коли Антоній вже не витримував духовних страждань, йому з'явився Ісус Христос, який повідомив, що Він був поруч весь час. Переказ також повідомляє, що в кінці його днів у Антонія з'явилися численні учні та послідовники. Письмова агіографія, однак, говорить лише про двох учнів.
Після 305 року Антоній перериває своє усамітнення, щоб на численні прохання організувати чернече життя пустельників, які селилися поруч з ним і наслідували його у підніжжі гори, де знаходилась його печера. Сам Антоній не жив серед ченців, а лише інколи сходив з гори, щоб дати монахам духовну науку. Під час гоніння імператора Максиміана в 311 році він відвідав Александрію, підбадьорював християн і з'являвся в найнебезпечніших місцях. Коли гоніння стихли, в 313 році Антоній пішов ще далі — на берег Червоного моря, в монастир поблизу Суецької затоки в Піспірських горах[уточнити]. Тут, щоб позбавити послідовників, які приносили йому хліб від клопоту, він обробляв сам невелике поле.
У 342 році, проживши самотньо близько 70 років, Антоній відвідав відлюдника Павла Пустельника, що прожив в пустелі близько 90 років і повідомив йому про те, що християнські гоніння в Римській імперії припинилися і що з'явилася єресь аріанство, а коли той помер, то поховав його.. Близько 350 року за наполегливим запрошенням Афанасія Великого, Антоній залишив усамітнення і прийшов до Александрії, щоб виступити в суперечці проти аріан.
Антоній помер 356 року в своїй печері на горі, проживши 105 років. Мощі св. Антонія перенесли до Александрії, згодом до Константинополя. Візантійський імператор подарував їх французькому графу Жоселіну, який переніс їх до Сент-Антуан-л'Аббеї в департаменті Ізер у Франції. Канонізований церквою.